# آلوارت بارخوداریان
آلوارت کیمی بارخوداریان (ارمنی: Ալվարդ Կիմի Բարխուդարյան؛  زادهٔ ۱۴ ژوئن ۱۹۵۲)، زبان‌شناس و روزنامه‌نگار اهل ارمنستان است.

## زندگی‌نامه
وی در ۱۴ ژوئن ۱۹۵۲ در ایروان به دنیا آمد و از دانشگاه دولتی سن پترزبورگ فارغ‌التحصیل گشت. وی در مدرسه وازگنیان سوان، انستیتو زبان هراچیا آچاریان  فعالیت کرده است. 